# Rudolf Gnägi
Rudolf Gnägi (Schwadernau, 3 augustus 1917 - Spiegel, 20 april 1985) was een Zwitsers politicus.
Gnägi bezocht het gymnasium te Biel en studeerde rechten aan de Universiteit van Bern. In 1943 promoveerde hij. Na twee jaar werken als advocaat trad hij in 1945 toe tot het secretariaat van de Berner en Zwitserse Bauern-, Gewerbe- und Bürgerpartei/ Parti de Paysans, Artisans et Indépendants (BGB/PAI), sinds 1971 Zwitserse Volkspartij (SVP) geheten.
Naast zijn werkzaamheden voor de BGB/PAI was Gnägi werkzaam voor de Berner Bauernverband (Boerenbond van Bern). Van 1952 tot 1965 was Gnägi lid van de Regeringsraad van het kanton Bern. Hij beheerde het kantonnaal departement voor Economische Zaken. Van 1 juni 1954 tot 31 mei 1955 was hij voorzitter van de Regeringsraad en daarmee regeringsleider van kanton Bern.
In 1953 deed Gnägi zijn intrede in de federale politiek toen hij voor de BGB/PAI in de Nationale Raad (federaal parlement) gekozen. Hij bleef in de Nationale Raad tot 1965.
Op 8 december 1965 werd Gnägi in de Bondsraad gekozen. Hij bleef in de Bondsraad tot 31 december 1979. Tijdens zijn ambtstermijn beheerde hij het Departement van Transport, Communicatie en Energie (1966-1967; 1968) en het Departement van Militaire Zaken (1968; 1969-1979).
Gnägi was in 1970 en in 1975 vicepresident en in 1971 en 1976 bondspresident. Als minister van Defensie besteedde hij aandacht aan de hervorming van het leger.
Gnägi was bevriend met jeugdboekenschrijfster Elisabeth Müller (1885-1977).